# 聖徳大学幼児教育専門学校
聖徳大学幼児教育専門学校（せいとくだいがくようじきょういくせんもんがっこう）は、東京都港区にある専修学校。学校法人東京聖徳学園が運営している。

## 学校長
- 川並 順[1]

## 沿革
- 1933年 - 川並香順・孝子夫妻により東京市大森区新井宿四丁目（現在の大田区中央四丁目）に聖徳家政学院を設立。
- 1944年 - 聖徳家政学院は東京都の認可を得て聖徳学園保姆養成所と改称。
- 1945年 - 校舎を空襲で焼失。養成所は仮校舎で授業継続。
- 1947年 - 学制改革により聖徳学園高等保育学校と改称。
- 1949年 - 財団法人聖徳学園設立。港区三田に新校舎建設。
- 1957年 - 私立学校法に基づき学校法人東京聖徳学園に改める。
- 1965年 - 聖徳学園短期大学（現在の聖徳大学短期大学部）の開学にともない、聖徳学園短期大学幼稚園教員養成所と改称。
- 1976年 - 専修学校として認可され聖徳学園短期大学附属教員保母養成所と改称。
- 1990年 - 聖徳大学の開学にともない、聖徳大学幼児教育専門学校と改称。

## 学科
- 保育科
  - I部
  - II部

## 取得資格・免許状
- 保育士資格・幼稚園教諭二種免許状
  - 保育科
    - I部
    - II部

## 就職実績
- 保育科
  - I部

  - II部

## 編入・進学実績
- 保育科
  - I部
    - 聖徳大学・聖徳大学短期大学部専攻科・産能短期大学通信教育部ほか

  - II部
    - 聖徳大学・聖徳大学短期大学部専攻科ほか

## 所在地
- 〒108-0073 東京都港区三田3-4-28

## アクセス
- JR山手線・京浜東北線田町駅下車、徒歩5分
- 都営地下鉄浅草線・三田線三田駅下車、徒歩5分